# 軟體動物學
軟體動物學（英語：Malacology）是動物學的一個分支學科，研究領域涉及無脊椎動物中的軟體動物，其是動物界中第二大的門。研究的軟體動物包括蝸牛、蛞蝓、蛤、章魚、魷魚以及其他同為軟體動物的物種，不過並不是全部，像貝類雖然也是軟體動物，但卻有專門研究的貝類學。
軟體動物學主要研究軟體動物的分類學、生態學與演化。軟體動物的研究還涉及到醫療、獸醫及農業的相關應用，預防由軟體動物引起的相關疾病和生活問題。
1681年，菲利波·保阿尼（Filippo Bonanni）出版了有史以來第一本純粹講述軟體動物的書籍，書名為《Ricreatione dell' occhio e dela mente nell oservation' delle Chiociolle, proposta a' curiosi delle opere della natura, &c.》。1868年，德國軟體動物學會成立。

## 延伸閱讀
- Editors are L R Cox and J F Peake Proceedings of the First European Malacological Congress September 17–21, 1962. Text in English with black and white photographic reproductions, also maps and diagrams.[5]
- D. Heppel, "The long dawn of Malacology: a brief history of malacology from prehistory to the year 1800." Archives of Natural History 22 (3): 301–319 (October 1995).

## 外部連結
- （英文）有關軟體動物的相關期刊 （页面存档备份，存于） 來自WorldCat